# El Ombú
El Ombú ist eine deutschsprachige Mennonitenkolonie im Departamento Río Negro, Uruguay. Sie liegt 284 km nordwestlich von Montevideo.

## Geschichte
El Ombú wurde 1950 als erste Mennonitenkolonie in Uruguay gegründet. Anfänglich waren es 350 Siedler, die sich hier ansiedeln wollten, obwohl ca. 750 Personen zwei Jahre vorher auf der Volendam in Uruguay ankamen. Es waren im Ganzen 80 Familien und zwölf Einzelpersonen, die sich auf ca. 1.200 ha niederließen. Später wuchs die Kolonie und hatte 2012 schon bis zu 4.800 ha Land. Im selben Jahr lebten nur noch ungefähr 180 Personen in El Ombú. Die Siedler leben meistenteils von Milchwirtschaft und Ackerbau. Die Genossenschaft „Cooperativa Las Flores de Rio Negro“ wurde im September 1950 gegründet.
Ende der 1950er Jahre wurde eine Kirche gebaut wurde, zuvor fand der Gottesdienst unter freiem Himmel statt.

## Einwohner
Der Ort hatte bei der Volkszählung im Jahr 2011 53 Einwohner, davon 24 männliche und 29 weibliche.
| Jahr | Einwohner |
| ---- | --------- |
| 2011 | 53        |